# Trattato italo-siamese del 1868
Il trattato italo-siamese del 1868 fu un trattato commerciale stipulato il 3 ottobre 1868, tra il Regno d'Italia ed il Regno del Siam.
Questo trattato ha origine da una serie di trattati già stipulati tra il Siam e le potenze occidentali che ebbero come precursore il trattato di Bowring, stipulato con il Regno Unito nel 1855. Da esso verranno poi stipulati altri trattati con Francia, Stati Uniti, Portogallo, Danimarca e nel 1868 anche dall'Italia. Questo trattato è da inserirsi nei cosiddetti trattati ineguali, una serie di convenzioni e trattati commerciali siglati dalle potenze occidentali con paesi asiatici come Cina, Giappone e Corea, redatti principalmente per favorire maggiori concessioni commerciali alle potenze straniere, in un'ottica di ingerenze ed espansione nel continente asiatico nella seconda metà del XIX secolo.
Il trattato prevedeva l'abolizione dei dazi, i quali venivano sostituiti da un'aliquota di favore del 3% e la concessione per il Regno d'Italia di istituire una legazione presso Bangkok la quale concedeva del diritto di extraterritorialità inoltre prevedeva che per i cittadini italiani coinvolti in dispute giuridiche venissero giudicati da un tribunale italiano.
"Qualsiasi disputa o controversia tra soggetti italiani e siamesi, venga regolata dalla rappresentanza diplomatica o congiuntamente dal Console e funzionari del Siam. Le cause penali devono essere giudicate dalla Legazione o dai Consolati, se il delinquente sia un italiano e da parte delle autorità locali, se egli sia un soggetto siamese. Ma né la legazione né i Consolati devono interferire nelle questioni che riguardano solo i soggetti siamesi, né si le autorità locali di interferire nelle questioni che riguardino soggetti italiani".
Il diritto di extraterritorialità ai cittadini stranieri verrà successivamente abolito tra il 1902-1907, in particolare per quanto riguarda il Regno d'Italia, verrà abolita nel 1905, e successivamente superato dal Trattato di amicizia, commercio e navigazione con l'Italia del 1926 (Treaty of Friendship, Commerce and Navigation with Italy, B.E. 2469 ).